# Katharina Himmler
Katharina Himmler (* 6. Juni 1975 in München) ist eine ehemalige deutsche Snowboarderin in den Disziplinen Slalom, Riesenslalom und Parallel-Riesenslalom und schließlich im Boardercross.
Katharina Himmler legte 1994 ihr Abitur ab und studierte an der Universität München, wo sie 2004 ihr Studium als Diplom-Betriebswirtin abschloss. Ihr Heimatverein ist der TSV Dettingen, als Profi war sie auch für das Team T-Mobile aktiv. Ende 1996 bestritt sie am Oberjoch ihr erstes internationales FIS-Rennen. Einen Monat später bestritt sie in Lenggries mit einem Riesenslalom ihr erstes Weltcup-Rennen und gewann als 23. sofort Weltcup-Punkte. 1999 gewann sie bei den Weltmeisterschaften nach ISF-Version in Val di Sole die Titel im Riesenslalom und im Parallel-Riesenslalom. Damit ist Himmler eine der zehn erfolgreichsten Teilnehmerinnen an ISF-Weltmeisterschaften. Es dauerte bis Dezember 2001, dass sie in Whistler als Achte eines Parallel-Riesenslaloms erstmals unter die Besten zehn eines Weltcup-Rennens kam. Höhepunkt der Saison und zugleich ein erster Karrierehöhepunkt wurde die Teilnahme an den Olympischen Winterspielen 2002 in Salt Lake City. Bei den Wettkämpfen in Park City belegte sie den elften Platz im Parallel-Riesenslalom. Aufgrund eines Knöchelbruchs verpasste sie die nächste sowie fast die komplette übernächste Saison und kehrte erst im März 2004 zu den Deutschen Meisterschaften in Bischofswiesen, wo sie den Titel im Snowboardcross gewann, zum Sport zurück. Von nun an wechselte sie zu dieser Disziplin und wurde ein Jahr später in der Region Roßfeld hinter Anna-Lena Zuck Vizemeisterin. In Whistler kam sie Ende 2005 bei einem Weltcuprennen nochmals als Achte unter die besten Zehn. Zum Abschluss der Karriere wurden die Olympischen Winterspiele 2006 in Turin. Bei den Wettkämpfen in Bardonecchia wurde sie 12. In ihrer Karriere startete Himmler bei 32 Weltcuprennen in vier Teildisziplinen. Dabei erreichte sie 20 Platzierungen in den Punkten und drei Ergebnisse unter den besten Zehn.